# A.C. Renate
Associazione Calcio Renate là một câu lạc bộ bóng đá Ý có trụ sở tại Renate, Lombardy.
Câu lạc bộ chơi các trận đấu trên sân Stadio Città di Meda ở Meda  thay vì sân nhà của họ, Stadio Mario Riboldi ở Renate, để tuân thủ các tiêu chí của sân vận động Lega Pro.

## Lịch sử
Câu lạc bộ được thành lập vào năm 1947 với tên Unione Sportiva Renatese.
Vào năm 1961, câu lạc bộ đã đổi tên với Associazione Calcio Renate.

### Lega Pro Seconda Divisione
Vào ngày 4 tháng 8 năm 2010, câu lạc bộ lần đầu tiên được nhận vào các giải đấu chuyên nghiệp mặc dù kết thúc thứ 5 ở bảng B trong mùa giải 2009-10 Serie D để lấp đầy một trong mười sáu vị trí khuyết cho mùa giải Lega Pro Seconda Divisione 2010-11 mùa giải sau sự phá sản và bất thường của các câu lạc bộ khác. Đội đã kết thúc mùa thứ năm của họ ở bảng A và kết thúc ở vị trí thứ 2 trong 2013-2014 đảm bảo một vị trí trong bộ phận Lega Pro thống nhất khai mạc cho 2014-15.

### Serie C
Câu lạc bộ đã duy trì vị trí của họ trong giải hạng ba của hệ thống giải bóng đá Ý kể từ 2014-15 và hiện đang thi đấu ở bảng B của Serie C.

## Màu sắc và huy hiệu
Màu sắc của đội là xanh và đen.

## Đội hình hiện tại
| No. |           | Position | Player                                     |
| --- | --------- | -------- | ------------------------------------------ |
| 1   | Italy     | MF       | Stefano Tarolli (on loan from Foggia)      |
| 2   | Italy     | DF       | Denis Caverzasi                            |
| 3   | Italy     | DF       | Giusto Priola                              |
| 4   | Italy     | MF       | Nicola Pavan                               |
| 5   | Italy     | DF       | Dario Teso                                 |
| 6   | Italy     | MF       | Andrea Doninelli                           |
| 7   | Italy     | DF       | Marco Anghileri (Captain)                  |
| 8   | Italy     | MF       | Lorenzo Simonetti (on loan from Parma)     |
| 9   | Italy     | FW       | Guido Gómez                                |
| 10  | Australia | FW       | Reno Piscopo                               |
| 11  | Italy     | FW       | Emiliano Pattarello (on loan from Bologna) |
| 12  | Italy     | GK       | Antonio Vinci                              |
| 13  | Italy     | DF       | Lorenzo Saporetti (on loan from Parma)     |
| 14  | Italy     | MF       | Antonio D'Alena (on loan from Torino)      |

| No. |         | Position | Player                                   |
| --- | ------- | -------- | ---------------------------------------- |
| 15  | Italy   | FW       | Carmine De Sena                          |
| 16  | Italy   | DF       | Diego Vannucci                           |
| 17  | Italy   | MF       | Alessandro Quaini (on loan from Genoa)   |
| 18  | Italy   | FW       | Dario Venitucci                          |
| 19  | Italy   | FW       | Alberto Spagnoli                         |
| 20  | Albania | MF       | Armand Rada                              |
| 21  | Italy   | DF       | Giacomo Caccin (on loan from Cittadella) |
| 22  | Italy   | GK       | Matteo Cincilla                          |
| 23  | Italy   | FW       | Francesco Finocchio                      |
| 24  | Italy   | DF       | Francesco Li Gotti                       |
| 25  | Italy   | MF       | Matteo Rossetti (on loan from Torino)    |
| 27  | Italy   | DF       | Davide Guglielmotti                      |
| 29  | Italy   | FW       | Andrea Vassallo (on loan from Bologna)   |

### Cho mượn
| No. |       | Position | Player                   |
| --- | ----- | -------- | ------------------------ |
|     | Italy | DF       | Gabriel Corna (at Lecco) |

| No. |       | Position | Player                              |
| --- | ----- | -------- | ----------------------------------- |
|     | Italy | MF       | Edoardo Confalonieri (at Inter U19) |